# Piotr Beczała
Piotr Beczała (* 28. prosince 1966 Čechovice-Dědice, Polsko) je polský operní pěvec (lyrický tenor). Je jedním z prominentních pěvců na světových operních scénách. Vyznačuje se dokonalostí hlasové techniky, rozsáhlým repertoárem zpívaných rolí a hereckým uměním.

## Operní dráha
Pěvecké studium absolvoval v Katovicích.
První jeho stálé angažmá v zahraničí bylo v rakouském Linci (1992-1997), poté působil v Curychu (od roku 1997). Již v roce 1997 vystoupil na Salcburském festivalu jako Tamino v Mozartově Kouzelné flétně. V této roli se objevil také v Německé opeře (Deutsche Oper) v Berlíně a ve Vídeňské státní opeře (1998).
V roce 2000 debutoval v Opernhaus Zürich jako vévoda z Mantovy v Rigolettu a v Nederlandse Opera v Amsterdamu jako pastýř v Szymanowského Králi Rogerovi. Zpíval také opět Tamina v Kouzelné flétně v Opéra National de Paris. V roce 2001 zpíval Lenského v Čajkovského opeře Evžen Oněgin v Nederlandse Opera Amsterdam, Orombella v Beatrice di Tenda (Vincenzo Bellini) v Curychu, Vaudémonta v Čajkovského Jolantě ve Vídni a také roli italského zpěváka v Růžovém kavalíru od Richarda Strausse) v Bruselu.
V roce 2002 vystupoval v roli Elvina v opeře Náměsíčná (Bellini) v Curychu, italského zpěváka v Růžovém kavalíru ve Státní opeře v Hamburku a ve Staatsoper Unter den Linden v Berlíně, vévodu z Mantovy v Rigolettu v Curychu. Nazpíval také roli Franze Waldunga v kompletním koncertním provedení opery Die Rheinnixen (Rýnské víly) od Richarda Wagnera (z čehož je také produkce CD), která do té doby byla prováděna jen ve zkrácené verzi. V roce 2003 znovu zpíval v Evženu Oněginovi, tentokrát v Opéra National v Paříži. Debutoval jako Jeník ve Smetanově Prodané nevěstě v Curychu a jako Rodolfo v Bohémě v Nederlandse Opera v Amsterdamu.
V roce 2004 debutoval v roli Fausta v Royal Opera House v Londýně. Dále zpíval v Růžovém kavalíru na Salcburském festivalu a také Alfreda v Traviatě v Athénách a na Deutsche Oper Berlín. V roce 2005 zpíval na londýnské Covent Garden roli vévody z Mantovy ve Verdiho Rigolettu a ve Státní opeře v Hamburku vystoupil v Belliniho Beatrice di Tenda. V Opeře Frankfurt vytvořil titulní postavu v díle Julese Masseneta Werther. Zpíval také roli Alfreda ve Verdiho Traviatě ve španělském Bilbau.
V roce 2006 debutoval v Teatro alla Scala v Miláně a v Metropolitní opeře v New Yorku, v obou případech jako vévoda z Mantovy v Rigolettu. Dále zavítal do Bavorské státní opery v Mnichově jako Alfredo v Traviatě a na Salcburský festival. Vystoupil v Curychu jako Don Ottavio v Mozartově Donu Giovannim. V roce 2007 zpíval poprvé Edgarda v opeře Lucia di Lammermoor (skladatel Gaetano Donizetti) v Curychu. Také spolupůsobil při provedení Rigoletta v Divadle Wielki ve Varšavě, Werthera a Rigoletta v Mnichově, v Kouzelné flétně v San Franciscu a v Traviatě v Německé opeře Berlín.
V roce 2008 zpíval Beczała poprvé Riccarda ve Verdiho Maškarním plese na scéně Staatsoper Unter den Linden v Berlíně (ve verzi této opery po zásahu italské cenzury). Také se objevil v Evženu Oněginovi v londýnské Covent Garden a v Traviatě ve Vídeňské státní opeře. Na festivalu v Salcburku debutoval v roli prince v Rusalce Antonína Dvořáka. V roce 2009 vystoupil jako Lenský v Evženu Oněginovi s Karitou Mattila v newyorské Met. Zpíval při provedení Verdiho Messa da requiem pod taktovkou Antonia Pappana a dále roli Rodolfa v Bohémě v Londýně, v Bavorské státní opeře také Rodolfa v Bohémě a Werthera s Natalem De Carolis. Další jeho novou rolí byl Faust ve Vídni.
V únoru 2010 přišlo jeho vystoupení v Metropolitní opeře v roli Rodolfa v Bohémě, poprvé spolu s Annou Netrebko jako Mimì. V roce 2011 vystupoval ve Vídni jako Edgardo v Lucii z Lammermooru, dirigentem byl Bruno Campanella. Ztvárnil také roli mladistvého Roméa v Romeo a Julie od Charlese Gounoda pod taktovkou Plácida Dominga v Met, jako hrabě Vaudémont v Jolantě od Čajkovského s Annou Netrebko. Zpíval také v Salcburku Das Lied von der Erde Gustava Mahlera, doprovázen Andrásem Schiffem na klavír. Dále vytvořil postavu Alfreda Germonta v Traviatě od Verdiho spolu s pěvcem Simonem Keenlysidem (jako otec Germont) při jeho 60. vystoupení v Londýně.

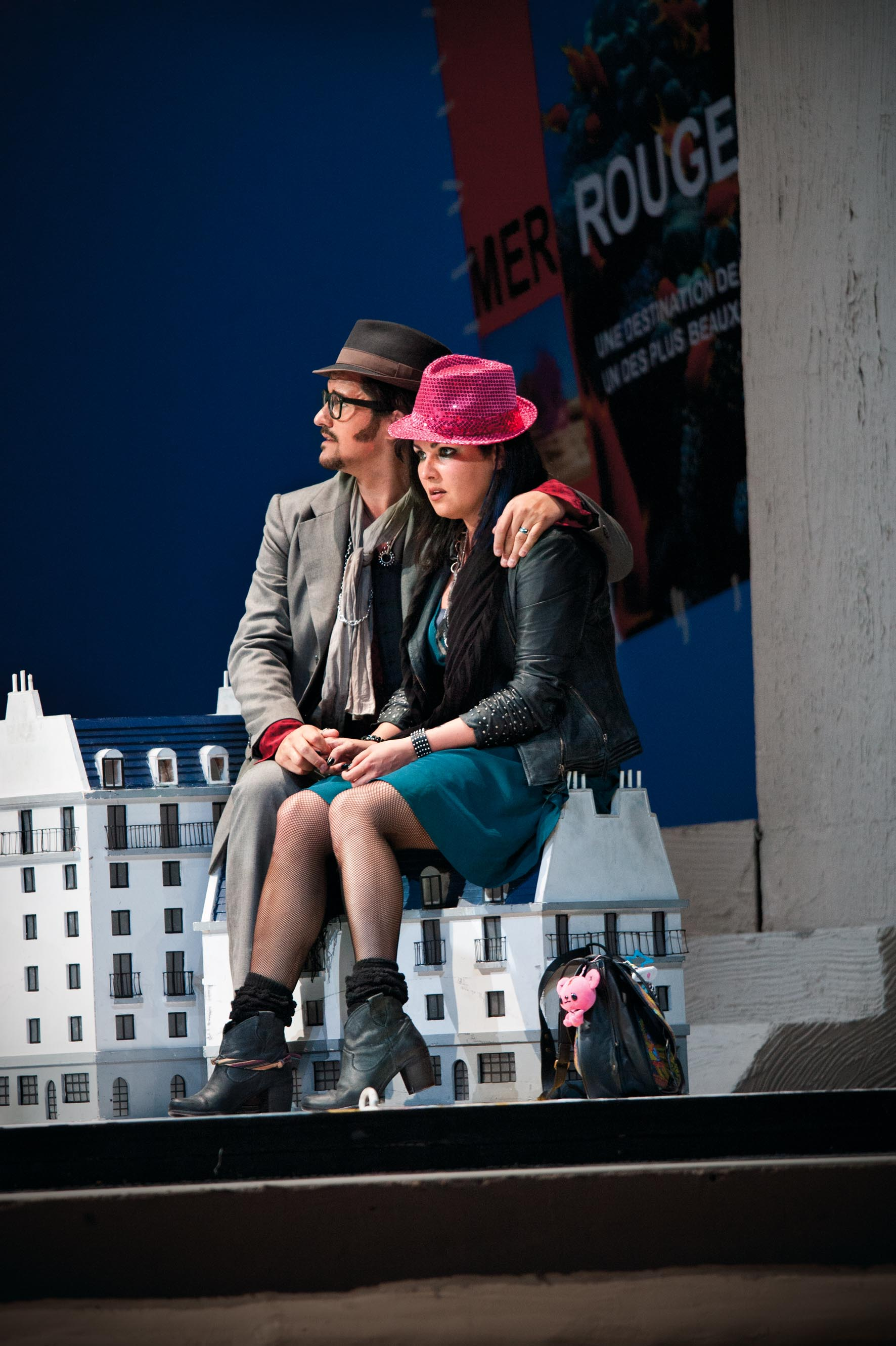
Piotr Beczała a Anna Netrebko v opeře Bohéma od Giacoma Pucciniho, Salcburský festival 2012

V roce 2012 vystoupil v Paříži a v Metropolitní opeře v New Yorku jako vévoda z Mantovy v Rigolettu (Giuseppe Verdi). V Met mu byla svěřena role rytíře Des Grieux v opeře Manon od Julese Masseneta, zpívané francouzsky; dirigentem byl Fabio Luisi, roli Manon ztvárnila Anna Netrebko. Kromě toho získal Beczała vynikající recenze na Salcburském festivalu v La bohème v roli Rodolfa, opět s Annou Netrebko.
V roce 2013 zpíval Romea v Roméo et Juliette s dirigentem Placidem Domingem ve Vídni, Verdiho Messa da Requiem s dirigentem Riccardem Mutim a lotyšskou mezzosopranistkou Elinou Garančou v Salcburku, Fausta v Met, koncerty v Peraladě a Baden-Baden a 7. prosince v roli Alfreda v La traviata s německou sopranistkou Dianou Damrau pod taktovkou Daniele Gattiho v milánské La Scale. V roce 2014 v Met byl princem v Rusalce s Renée Fleming v titulní roli a Dolorou Zajick jako Ježibabou. V Paříži zpíval Rodolfa v Bohémě se sopranistkou Marií Agresta. Při koncertním představení v Salcburku se představil opět jako král Gustav III. v provedení Verdiho Maškarního plesu (původní verze libreta před zásahem cenzury). Zpíval také tenorový part ve Verdiho Requiem. S Ferruciem Furlanettem v kalifornském San Diegu. V tomto roce vystupoval často na scéně Vídeňské státní opery, především náročnou roli Hoffmanna v Hoffmannových povídkách od Jacquese Offenbacha), dále prince v Rusalce a vévodu z Mantovy v Rigolettu.
V květnu 2016 debutoval Piotr Beczała v Semperově opeře v Drážďanech v hlavní roli Lohengrina od Richarda Wagnera s Annou Netrebko (jako Elsa). V roce 2017 vystoupil jako Riccardo (s Keri Alkemou a Carlosem Alvarezem) v Bulk Ball v Gran Teatre del Liceu v Barceloně.

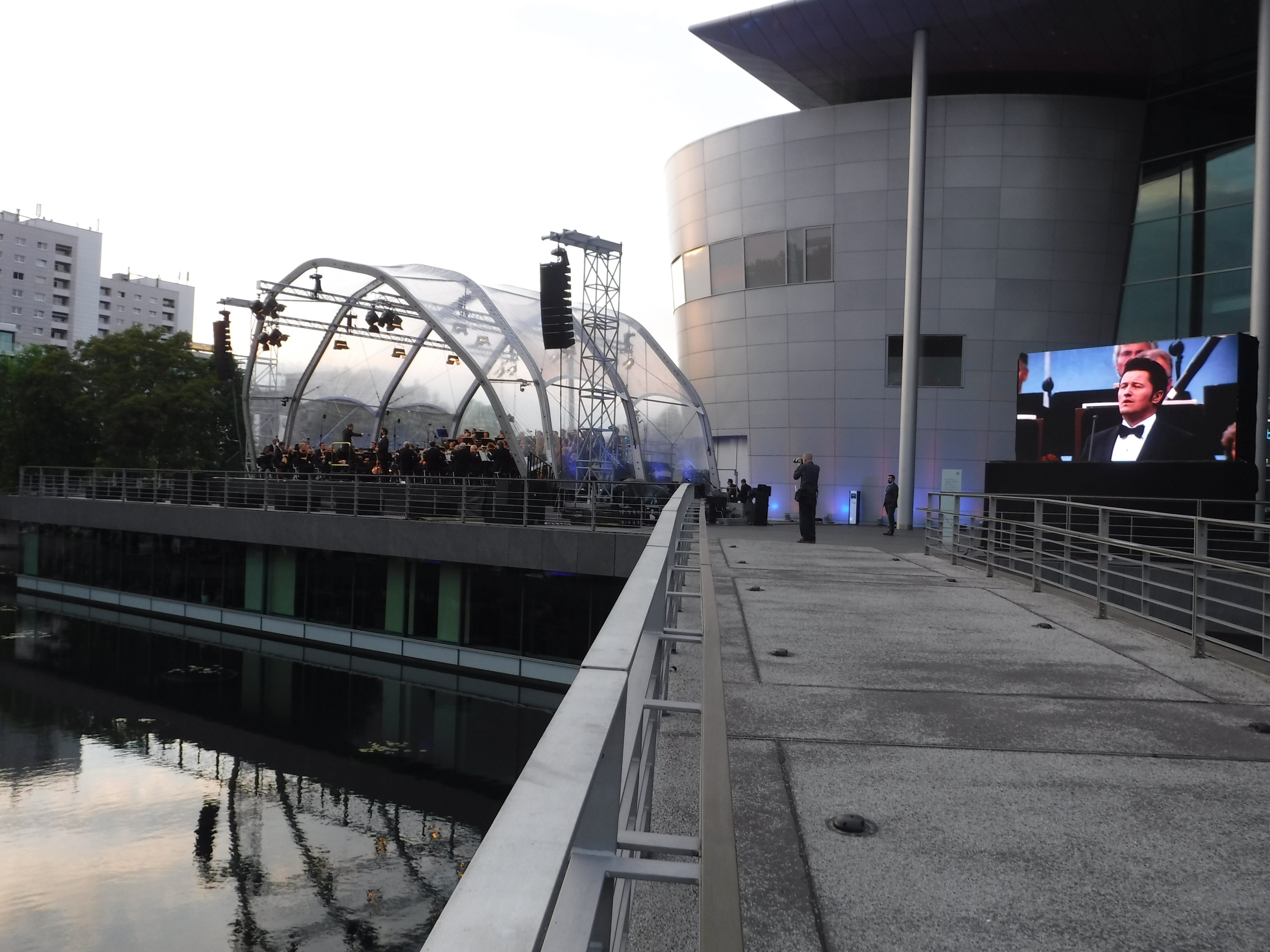
Piotr Beczała na obrazovce při klasickém koncertu u tzv. Gläserne Manufaktur (skleněné manufaktury) firmy Volkswagen AG v Drážďanech, 15. června 2018

V létě 2018 zpíval na Hudebních slavnostech v Bayreuthu, opět v hlavní roli opery Lohengrin s Annou Netrebko. Poté vystupoval od 31. prosince 2018 v Metropolitní opeře v New Yorku jako Mořic Saský, znovu po boku Anny Netrebko v opeře Adriana Lecouvreur od Francesca Cilei. Jedno z těchto představení bylo vysíláno přímým přenosem do kin v 70 zemích světa.
V únoru 2019 debutoval v roli Cavaradossiho v opeře Tosca skladatele Giacoma Pucciniho ve Vídeňské státní opeře.
Piotr Beczała také úspěšně působí jako sólista na koncertech. Jeho koncertní repertoár se pohybuje od Mozarta, Cherubiniho a Schuberta přes Haydna, Beethovena, Schumanna, Brahmse, Brucknera, Berlioze a Dvořáka až po Stabat Mater Rossiniho, Verdiho Messa da Requiem a Mahlerovu Das Lied von der Erde.

## Vyznamenání
- 2014: ECHO Klassik v kategorii Sänger des Jahres (zpěvák roku)
- 2015: Österreichischer Musiktheaterpreis – ORF III-Publikumspreis (cena publika)
- 2018: International Opera Award (mezinárodní cena za operu)
- 2018: Europäischer Kulturpreis Taurus (evropská cena za kulturu)